# Pour toujours (série télévisée)
Pour toujours (Forever) est une série télévisée américaine créée par Mara Brock Akil (en), diffusée depuis le 8 mai 2025 sur Netflix.
Il s’agit de l'adaptation du roman Forever... (en) de l'autrice américaine Judy Blume, publié en 1975.

## Synopsis
À Los Angeles, deux adolescents se retrouvent après des années de séparation. Tous deux athlètes, ils vivent ensemble leur premier amour : une histoire intense et fondatrice.

## Distribution
- Lovie Simone (VF : Justine Berger) : Keisha Clark
- Michael Cooper Jr. (VF : Simon Koukissa-Barney) : Justin Edwards
- Xosha Roquemore (VF : Fily Keita) : Shelly, la mère de Keisha
- Marvin Lawrence Winans III (VF : Jessy Dubuis) : Jaden, le petit-frère de Justin
- Wood Harris : Eric, le père de Justin
- Karen Pittman (en) (VF : Virginie Emane) : Dawn, la mère de Justin
- Barry Shabaka Henley : George, le grand-père de Keisha
- Ali Gallo (en) (VF : Alexia Papineschi) : Chloe, la meilleure amie de Keisha
- Niles Fitch (VF : Geoffrey Loval) : Darius, le meilleur ami de Justin
- Paigion Walker (en) (VF : Anne Mathot) : Tiffany, la cousine de Keisha
- E'myri Crutchfield (en) (VF : Joy Feldman) : Tammy

 Source et légende : version française (VF) sur RS Doublage

## Production

### Développement
La série est renouvelée pour une saison 2 une semaine après son lancement.